# Kračali
Kračali is een plaats in Slovenië en maakt deel uit van de gemeente Sodražica in de NUTS-3-regio Jugovzhodna Slovenija. De plaats telde 35 inwoners op 1 januari 2020.